# Бутуга II
Бутуга II (д/н — 961) — магараджа держави Гангаваді у 938—961 роках.

## Життєпис
Спершу допоміг раштракутському магараджахіраджі Амогаварші III повернути багато втрачених територій, відіграв важливу роль 924 року у перемозі над військами Парантаки I, раджакесарі Чола.
938 року за допомогою Раштракутів повалив старшого брата Рачамаллу III. Це допомогло відновити міцні стосунки між Західними Гангами та Раштракутами. Бутуга II став зятем Амогаварши III, одружившись на його дочці Реваканіммаді.
949 року допоміг раштракутському магараджахіраджі Крішні III у битві при Такколамі, коли він убив стрілою монарха старшого принца Раджадітью. В подальшому брав участь у походах Крішни III проти держав Пандья і Чера. Отримав за це землі в басейні річок Малапрабха та Крішна-Тунгабхадра, регіон Банавасі.
Йому спадкував син Марулаганга Неєтімарга.